# Paramicrolaimus
Paramicrolaimus är ett släkte av rundmaskar. Enligt Catalogue of Life ingår Paramicrolaimus i familjen Microlaimidae, men enligt Dyntaxa är tillhörigheten istället familjen Desmodoridae.
Kladogram enligt Catalogue of Life och Dyntaxa:
| Paramicrolaimus | \| \| Paramicrolaimus primus \| \| \| \| \| \| Paramicrolaimus spirulifer \| \| \| \| |
|                 | \| \| Paramicrolaimus primus \| \| \| \| \| \| Paramicrolaimus spirulifer \| \| \| \| |
|                 | Bolbolaimus                                                                           |
|                 |                                                                                       |
|                 | Microlaimus                                                                           |
|                 |                                                                                       |
|                 | Molgolaimus                                                                           |
|                 |                                                                                       |
|                 | Ohridia                                                                               |
|                 |                                                                                       |
|                 | Prodesmodora                                                                          |
|                 |                                                                                       |
|                 | Ungulilaimella                                                                        |
|                 |                                                                                       |
|                 | Paramicrolaimus primus                                                                |
|                 |                                                                                       |
|                 | Paramicrolaimus spirulifer                                                            |
|                 |                                                                                       |

|  | Paramicrolaimus primus     |
|  |                            |
|  | Paramicrolaimus spirulifer |
|  |                            |